# 神奈川労働局
神奈川労働局（かながわろうどうきょく）は、神奈川県横浜市中区にある日本の都道府県労働局で、神奈川県を管轄している。

## 所在地
- 本局
  - 神奈川県横浜市中区北仲通5-57 横浜第二合同庁舎8階（本庁舎）
  - 神奈川県横浜市中区尾上町5-77-2 馬車道ウエストビル（分庁舎）

## 組織
局長
- 総務部
  - 総務課、企画室、労働保険徴収課
- 労働基準部
  - 監督課、安全課、健康課、賃金室、労災補償課
- 職業安定部
  - 職業安定課、職業対策課、需給調整事業課、求職者支援室
- 雇用均等室

## 出先機関

### 労働基準監督署
労働基準監督署の名称、位置及び管轄区域については、厚生労働省組織規則（平成13年1月6日厚生労働省令第1号）別表第4で定められている。
| 労働基準監督署名称   | 所在地           | 管轄区域                                                     |
| -------------------- | ---------------- | ------------------------------------------------------------ |
| 横浜南労働基準監督署 | 横浜市中区       | 横浜市のうち中区、南区、港南区、磯子区、金沢区               |
| 横浜北労働基準監督署 | 横浜市港北区     | 横浜市のうち神奈川区、西区、港北区、緑区、青葉区、都筑区     |
| 横浜西労働基準監督署 | 横浜市保土ケ谷区 | 横浜市のうち栄区、戸塚区、泉区、瀬谷区、保土ケ谷区、旭区     |
| 川崎南労働基準監督署 | 川崎市川崎区     | 川崎市のうち川崎区、幸区、横浜市鶴見区のうち扇島             |
| 川崎北労働基準監督署 | 川崎市高津区     | 川崎市のうち中原区、高津区、多摩区、宮前区、麻生区           |
| 鶴見労働基準監督署   | 横浜市鶴見区     | 横浜市のうち鶴見区（川崎南労働基準監督署の管轄区域を除く。） |
| 横須賀労働基準監督署 | 横須賀市         | 横須賀市、逗子市、三浦市、三浦郡                             |
| 平塚労働基準監督署   | 平塚市           | 平塚市、秦野市、伊勢原市、中郡                               |
| 藤沢労働基準監督署   | 藤沢市           | 藤沢市、鎌倉市、茅ヶ崎市、高座郡                             |
| 小田原労働基準監督署 | 小田原市         | 小田原市、南足柄市、足柄上郡、足柄下郡                       |
| 厚木労働基準監督署   | 厚木市           | 厚木市、大和市、海老名市、座間市、綾瀬市、愛甲郡             |
| 相模原労働基準監督署 | 相模原市中央区   | 相模原市                                                     |

### 公共職業安定所（ハローワーク）
公共職業安定所とその支署の名称、位置及び管轄区域については、厚生労働省組織規則別表第5で定められている。
| 公共職業安定所名称                 | 所在地         | 管轄区域 |
| ---------------------------------- | -------------- | --- |
| 横浜公共職業安定所                 | 横浜市中区     | 横浜市のうち神奈川区、西区、中区、南区、保土ケ谷区、磯子区、港南区、旭区 |
| 横浜公共職業安定所横浜港労働出張所 | 横浜市中区     | 横浜市のうち神奈川区、西区、中区、南区、保土ケ谷区、磯子区、港南区、旭区 |
| 戸塚公共職業安定所                 | 横浜市戸塚区   | 横浜市のうち戸塚区、瀬谷区、栄区、泉区 |
| 川崎公共職業安定所                 | 川崎市川崎区   | 横浜市のうち鶴見区、川崎市のうち川崎区、幸区 |
| 横須賀公共職業安定所               | 横須賀市       | 横須賀市（横浜南公共職業安定所の管轄区域を除く。）、三浦市 |
| 平塚公共職業安定所                 | 平塚市         | 平塚市、伊勢原市、中郡 |
| 小田原公共職業安定所               | 小田原市       | 小田原市、足柄下郡 |
| 藤沢公共職業安定所                 | 藤沢市         | 鎌倉市、藤沢市、茅ヶ崎市、高座郡 |
| 相模原公共職業安定所               | 相模原市中央区 | 相模原市 |
| 厚木公共職業安定所                 | 厚木市         | 厚木市、海老名市、座間市、愛甲郡 |
| 松田公共職業安定所                 | 足柄上郡松田町 | 秦野市、南足柄市、足柄上郡 |
| 川崎北公共職業安定所               | 川崎市高津区   | 川崎市のうち中原区、高津区、多摩区、宮前区、麻生区 |
| 港北公共職業安定所                 | 横浜市港北区   | 横浜市のうち港北区、緑区、青葉区、都筑区 |
| 横浜南公共職業安定所               | 横浜市金沢区   | 横浜市のうち金沢区、横須賀市のうち船越町、田浦港町、田浦町、港が丘、田浦大作町、田浦泉町、長浦町、箱崎町、鷹取町、湘南鷹取、追浜本町、夏島町、浦郷町、追浜東町、追浜町、浜見台、追浜南町、逗子市、三浦郡 |
| 大和公共職業安定所                 | 大和市         | 大和市、綾瀬市 |

## 管轄
- 神奈川県全域